# Minhang
Minhang  léase Min-Jáng (en chino: 闵行区, chino tradicional: 閔行區, pinyin: Mǐnháng qū) es uno de los 18 distritos de la ciudad de Shanghái, República Popular China. Localizado en el corazón de la ciudad, tiene una superficie de 371.57 kilómetros cuadrados y una población de 2 429 000.
Gracias a su ubicación, este distrito acoge numerosas viviendas y gran cantidad de fábricas y plantas de producción, lo que lo convierte en una zona altamente desarrollada.

## Administración
El distrito de Mínhang se divide en 9 poblados y 3 subdistritos:
- Poblado Shēnzhuāng 莘庄镇
- Poblado qībǎo 七宝镇
- Poblado pǔjiāng 浦江镇
- Poblado méilǒng 梅陇镇
- Poblado hóngqiáo 虹桥镇
- Poblado mǎqiáo 马桥镇
- Poblado wújīng z吴泾镇
- Poblado huácáo 华漕镇
- Poblado zhuānqiáo 颛桥镇
- Subdistrito Jiāngchuānlù 江川路街道
- Subdistrito xīn hóng 新虹街道
- Subdistrito gǔměi 古美街道

## Clima
| Parámetros climáticos promedio de Minhang (1971-2000) | Parámetros climáticos promedio de Minhang (1971-2000) | Parámetros climáticos promedio de Minhang (1971-2000) | Parámetros climáticos promedio de Minhang (1971-2000) | Parámetros climáticos promedio de Minhang (1971-2000) | Parámetros climáticos promedio de Minhang (1971-2000) | Parámetros climáticos promedio de Minhang (1971-2000) | Parámetros climáticos promedio de Minhang (1971-2000) | Parámetros climáticos promedio de Minhang (1971-2000) | Parámetros climáticos promedio de Minhang (1971-2000) | Parámetros climáticos promedio de Minhang (1971-2000) | Parámetros climáticos promedio de Minhang (1971-2000) | Parámetros climáticos promedio de Minhang (1971-2000) | Parámetros climáticos promedio de Minhang (1971-2000) |
| Mes                                                   | Ene.                                                  | Feb.                                                  | Mar.                                                  | Abr.                                                  | May.                                                  | Jun.                                                  | Jul.                                                  | Ago.                                                  | Sep.                                                  | Oct.                                                  | Nov.                                                  | Dic.                                                  | Anual                                                 |
| ----------------------------------------------------- | ----------------------------------------------------- | ----------------------------------------------------- | ----------------------------------------------------- | ----------------------------------------------------- | ----------------------------------------------------- | ----------------------------------------------------- | ----------------------------------------------------- | ----------------------------------------------------- | ----------------------------------------------------- | ----------------------------------------------------- | ----------------------------------------------------- | ----------------------------------------------------- | ----------------------------------------------------- |
| Temp. máx. media (°C)                                 | 8.1                                                   | 9.2                                                   | 12.8                                                  | 19.1                                                  | 24.1                                                  | 27.6                                                  | 31.8                                                  | 31.3                                                  | 27.2                                                  | 22.6                                                  | 17.0                                                  | 11.1                                                  | 20.2                                                  |
| Temp. mín. media (°C)                                 | 1.1                                                   | 2.2                                                   | 5.6                                                   | 10.9                                                  | 16.1                                                  | 20.8                                                  | 25.0                                                  | 24.9                                                  | 20.6                                                  | 15.1                                                  | 9.0                                                   | 3.0                                                   | 12.9                                                  |
| Precipitación total (mm)                              | 50.6                                                  | 56.8                                                  | 98.8                                                  | 89.3                                                  | 102.3                                                 | 169.6                                                 | 156.3                                                 | 157.9                                                 | 137.3                                                 | 62.5                                                  | 46.2                                                  | 37.1                                                  | 1164.5                                                |
| Días de precipitaciones (≥ 1 mm)                      | 9.7                                                   | 10.3                                                  | 13.9                                                  | 12.7                                                  | 12.1                                                  | 14.4                                                  | 12.0                                                  | 11.3                                                  | 11.0                                                  | 8.1                                                   | 7.0                                                   | 6.5                                                   | 129                                                   |
| Horas de sol                                          | 123.0                                                 | 115.7                                                 | 126.0                                                 | 156.1                                                 | 173.5                                                 | 147.6                                                 | 217.8                                                 | 220.8                                                 | 158.9                                                 | 160.8                                                 | 146.6                                                 | 147.7                                                 | 1894.5                                                |
| Humedad relativa (%)                                  | 75                                                    | 74                                                    | 76                                                    | 76                                                    | 76                                                    | 82                                                    | 82                                                    | 81                                                    | 78                                                    | 75                                                    | 74                                                    | 73                                                    | 76.8                                                  |
| Fuente: 中国气象局 17 de marzo de 2009                |                                                       |                                                       |                                                       |                                                       |                                                       |                                                       |                                                       |                                                       |                                                       |                                                       |                                                       |                                                       |                                                       |